# Maladera impubis
Maladera impubis är en skalbaggsart som beskrevs av Ahrens 2004. Maladera impubis ingår i släktet Maladera och familjen Melolonthidae. Inga underarter finns listade i Catalogue of Life.